# Citharodica
Citharodica is een geslacht van vlinders van de familie sikkelmotten (Oecophoridae), uit de onderfamilie Oecophorinae.

## Soorten
- C. leparga Turner, 1917
- C. minyra Meyrick, 1914